# Robinheia
Robinheia är en kulle i Antarktis. Den ligger i Östantarktis. Norge gör anspråk på området. Toppen på Robinheia är 2 675 meter över havet, eller 391 meter över den omgivande terrängen. Bredden vid basen är 4,5 km.
Terrängen runt Robinheia är huvudsakligen kuperad, men västerut är den platt. Trakten är obefolkad. Det finns inga samhällen i närheten. 